# Symplecta antipodarum
Symplecta antipodarum là một loài ruồi trong họ Limoniidae. Chúng phân bố ở miền Australasia.